# Vézilly
Vézilly is een dorp in het noorden van Frankrijk. Het ligt in landelijk gebied in de regio Hauts-de-France.

## Geografie
De onderstaande kaart toont de ligging van Vézilly met de belangrijkste infrastructuur en aangrenzende gemeenten.

## Demografie
Onderstaande figuur toont het verloop van het inwonertal, bron: INSEE-tellingen.
Vanwege een beveiligingsprobleem met de MediaWiki Graph-software is het momenteel niet mogelijk deze grafiek weer te geven. Zodra de software is bijgewerkt zal de grafiek vanzelf weer zichtbaar worden.